# Drena
Drena là một đô thị ở Trentino ở vùng Trentino-Alto Adige/Südtirol của Ý, tọa lạc cách 15 km về phía tây nam của Trento. Tại thời điểm ngày 31 tháng 12 năm 2004, đô thị này có dân số 476 người và diện tích là 8,4 km².
Drena giáp các đô thị: Dro, Cavedine, Arco và Villa Lagarina.